# فهد بن ناصر بن عبد العزيز آل سعود
الأمير فهد بن ناصر بن عبد العزيز آل سعود الابن الرابع من أبناء الأمير ناصر بن عبد العزيز آل سعود ووالدته هي الأميرة موضي بنت أحمد بن محمد السديري كان رئيس لنادي الشباب السعودي فترة من الزمن، كما كان رئيس مجلس إدارة الاتحاد السعودي لكرة اليد.

## زوجاته
- الأميرة جواهر بنت تركي بن أحمد السديري. والدة الأمير خالد، الأميرة نوف، الأمير سلطان، والأميرة فلوة.
- الأميرة منى بنت سعود بن عبد العزيز آل سعود (متوفاة).[1] والدة الأميرة سارة، والأميرة هلا.

## الأبناء
- الأمير خالد بن فهد بن ناصر بن عبد العزيز آل سعود. متزوج من الأميرة سارة بنت نايف بن عمر بن ربيعان وله من الأبناء الأمير فهد، الأمير فيصل، والأميرة الجوهرة.
- الأمير سلطان بن فهد بن ناصر بن عبد العزيز آل سعود. متزوج من الأميرة دينا بنت علي الجهني وله من الأبناء الأميرة مايا، الأمير عبد العزيز، والأمير مشعل.
- الأميرة نوف بنت فهد بن ناصر بن عبد العزيز آل سعود.
- الأميرة فلوة بنت فهد بن ناصر بن عبد العزيز آل سعود. متزوجة من الأمير سلطان بن ممدوح بن عبد العزيز آل سعود.[2]
- الأميرة سارة بنت فهد بن ناصر بن عبد العزيز آل سعود.
- الأميرة هلا بنت فهد بن ناصر بن عبد العزيز آل سعود.